# František Snopek
František Snopek (25. září 1853, Kunovice – 19. března 1921, Kroměříž) byl český římskokatolický duchovní, církevní historik a archivář.

## Život
Po studiích na gymnáziu v Uherském Hradišti (maturita 1872) vystudoval teologii na olomoucké fakultě. Po kněžském svěcení v roce 1876 byl ve farní správě na různých místech diecéze se v roce 1898 stal archivářem v kroměřížském biskupském archivu. V roce 1912 byl jmenován tajným papežským komořím a začal užívat titulu Monsignore. Ve svém díle se zabýval zejména otázkou cyrilometodějskou, ale také otázkami spojenými s rekatolizací na Moravě, k nimž nacházel mnohé materiály právě v arcibiskupském archivu. Po náhlém úmrtí v roce 1921 byl pohřben na hřbitově v Kroměříži a jeho nástupcem ve funkci arcibiskupského archiváře se stal Antonín Breitenbacher.

## Dílo

### Studie věnované cyrilometodějské problematice
- Snopek František, Pannonské legendy a mnich Chabr : Pokus rozřešiti otázku kdo sepsal pannonské životy sv. Konstantina-Cyrilla a Methoděje, Praha 1886.
- Snopek František, List papeže Hadriana II. v pannonské legendě a bulla Jana VIII. Industriae tuae / historicko-kritický pokus Františka Snopka s dodatkem: Pseudoisidorovy dekretaly a sv. Methoděj, Olomouc [1897].
- Snopek František, Studie cyrillomethodějské, Brno 1906 (Rozšíř. otisk z Hlídky, 1904–1906).
- Snopek František, Konstantinus-Cyrillus und Methodius die Slavenapostel, Kremsier (Kroměříž) 1911 (Operum Academiae Velehradensis ; Tomus 2).
- Snopek František, Bulla Industriae Tuae : listinou nepodvrženou / dokazuje František Snopek, Brno 1911 (Otisk z Časopisu Matice Moravské, ročník 35, sv. 1).
- Snopek František, Apoštolové slovanští Konstantin-Cyrill a Methoděj : Slovo odvety univ. prof. dru Brücknerovi, Praha 1913.
- Snopek František, Klemens von Rom und seine Reliquien, Kremsier 1918. (Separatabdr. aus dem Werke: Die Slavenapostel).
- Snopek František, Svatí Cyrill a Methoděj, apoštolové slovanští : Životopisný nástin, Praha 1921 (Otisk z III. sv. Bohovědného slovníka).
- Snopek František, О působnosti slovanských apoštolů v Čechách, ČKD, 1921/3+4, str. 71-77. Dostupné online Archivováno 9. 6. 2020 na Wayback Machine.
- Snopek František, O pravomoci svatých Cyrilla a Methoděje roku 863–867. ČKD, 41, 1900, s. 53–59; 126–132; 168–176.

### Studie věnované problematice rekatolizace na Moravě
- Snopek František, Nová akta kardinála Ditrichštejna. Příspěvek k církevní topografii moravské, ČMM 27 (1903) 277–310.
- Snopek František, K otázce poměru biskupů olomouckých k arcibiskupům pražským v 16. století, ČČH 10 (1904)
- Snopek František, Obecné sjezdy v Brně roku 1624 a 1626, ČMM 29 (1905) 173–184, 307–318.
- Snopek František, Některé relace biskupa Stanislava Pavlovského a kardinála Dietrichštejna o dioecesi olomoucké, ČMM 32 (1908) 234–259, 389–409.
- Snopek František, Disarmace města Jihlavy roku 1628, ČMM 33 (1909) 271–284.
- Snopek František, Obrazy z katolické restaurace kardinála Ditrichštejna, ČMM 37 (1913) 241–256, 397–422.
- Snopek František, Akta kardinála Ditrichštejna z let 1619–1635, ČMM 39 (1915) 98–194.